# تورنیوشنمتی
تورنیوشنمتی (به مجاری:  Tornyosnémeti) یک منطقهٔ مسکونی در مجارستان است که در بورشود-آبااوی-زمپلن واقع شده‌است.